# 慈幼英文学校
慈幼英文学校（中国語: 慈幼英文學校、Salesian English School）は、慈幼会（サレジオ会）が設立した香港の中等教育機関（初級中学・高級中学）。

## 歴史
1941年に慈幼孤児院が設立され、孤児院に併設された教育機関慈幼会修院を端緒とする。1951年に慈幼学校が小学校と初級中学で設立された。1956年、高級中学が併設された。1959年末には中学部の新校舎が落成、香港総督ロバート・ブラウン・ブラックを招いて式典を行った。1966年に着工した新校舎と体育館は、1972年に完成した。1973年、最初の予科生（中学7年生）が卒業。1975年、私立学校から津貼学校（政府の援助を受ける私立学校）に転換。1976年に筲箕湾沿岸部（愛秩序湾）で発生した火災では、体育館などの設備を開放して被災者を受け入れている。1996年と2005年にも校舎の建設を行っている。

## 教育
5クラス6年制。文科、理科、商科の課程を有する。

## 出身者

### 教育者
- 陳繁昌 - 香港科技大学校長
- 馬國明 - 俳優
- サム・リー - 俳優
- スタンリー・トン - 映画監督
- リュー・チャーフィー - 俳優、監督
- デニス・マック - 歌手